# 奧托二世 (普法爾茨-莫斯巴赫)
奧托二世（Otto II，1435年6月26日—1499年4月8日），普法爾茨-莫斯巴赫伯爵，奧托一世之子，1461年至1499年在位。
奧托二世於1499年去世，沒有留下子嗣，他的堂姪普法爾茨選侯菲利普繼承了他的領地。